# 肅氏拉格鮡
肅氏擬拉格鮡，為輻鰭魚綱鯰形目骨鮡科的其中一種，為熱帶淡水魚類，分布於亞洲印度大吉嶺、錫金等淡水流域，體長可達3公分，棲息在山區急流底層水域，生活習性不明。

## 扩展阅读
維基物種上的相關：肅氏擬拉格鮡